# Hans Haacke
Hans Haacke (Colònia, Alemanya, 1936) és un artista referent en l'art conceptual.

## Biografia
Hans Haacke va estudiar a la Staatliche Werkakademie de Kassel i l'any 1960 es va integrar al taller de l'artista Stanley William Hayter de París. El 1961 va viatjar als Estats Units per estudiar a Filadèlfia i quatre anys més tard es va establir de manera permanent a Nova York. Afiliat al grup Zero, en les seves primeres obres es va interessar pels sistemes i processos físics i biològics. Més tard, instal·lat als Estats Units, va conjugar el llegat de la seva afiliació a l'estètica i al cinetisme d'aquest grup europeu amb la crítica a la visualitat moderna articulada pel minimalisme americà. El resultat va ser la incorporació a la seva pràctica artística d'una estètica de sistemes i de la investigació d'estructures sociopolítiques que posaven èmfasi en les institucions de l'art. Des de llavors, les seves instal·lacions, crítiques amb el paper del museu com a indústria cultural al servei del poder, sovint han patit la censura. El 1971, la seva exposició al Guggenheim Museum de Nova York va ser cancel·lada. El 1974, una obra seva va ser retirada de la mostra Kunst bleibt Kunst del Museu de Colònia. Al començament dels anys noranta, la Fundació Joan Miró de Barcelona va rescindir el seu acord amb l'artista quan va conèixer el projecte que es plantejava presentar. Finalment, l'any 2000, el seu projecte Der Bevölkerung (A la població), realitzat al Reichstag de Berlín, va aixecar una forta polèmica. Podem considerar Haacke, doncs, com un pioner de l'anomenada crítica institucional, un corrent avui integrat en la pràctica artística.
Les instal·lacions de Haacke s'han exposat a la Documenta de Kassel en més d'una ocasió i entorn d'elles s'han organitzat diverses retrospectives, entre les quals destaquen les de l'Akademie der Künste de Berlín (2006) i el Museo Nacional Centro de Arte Reina Sofía (MNCARS) de Madrid (2012). Ha exposat també al New Museum of Contemporary Art de Nova York (1986), el Van Abbemuseum d'Eindhoven (1979) i el Centre Georges Pompidou de París (1989), entre molts altres llocs. Té obra en col·leccions com la de la Generali Foundation de Viena, el Moderna Museet d'Estocolm, el Centre Georges Pompidou de París, la Tate Gallery de Londres, el New Museum of Contemporary Art de Nova York i el Museu d'Art Contermporani de Barcelona (MACBA), entre d'altres.